# 호시우 광장

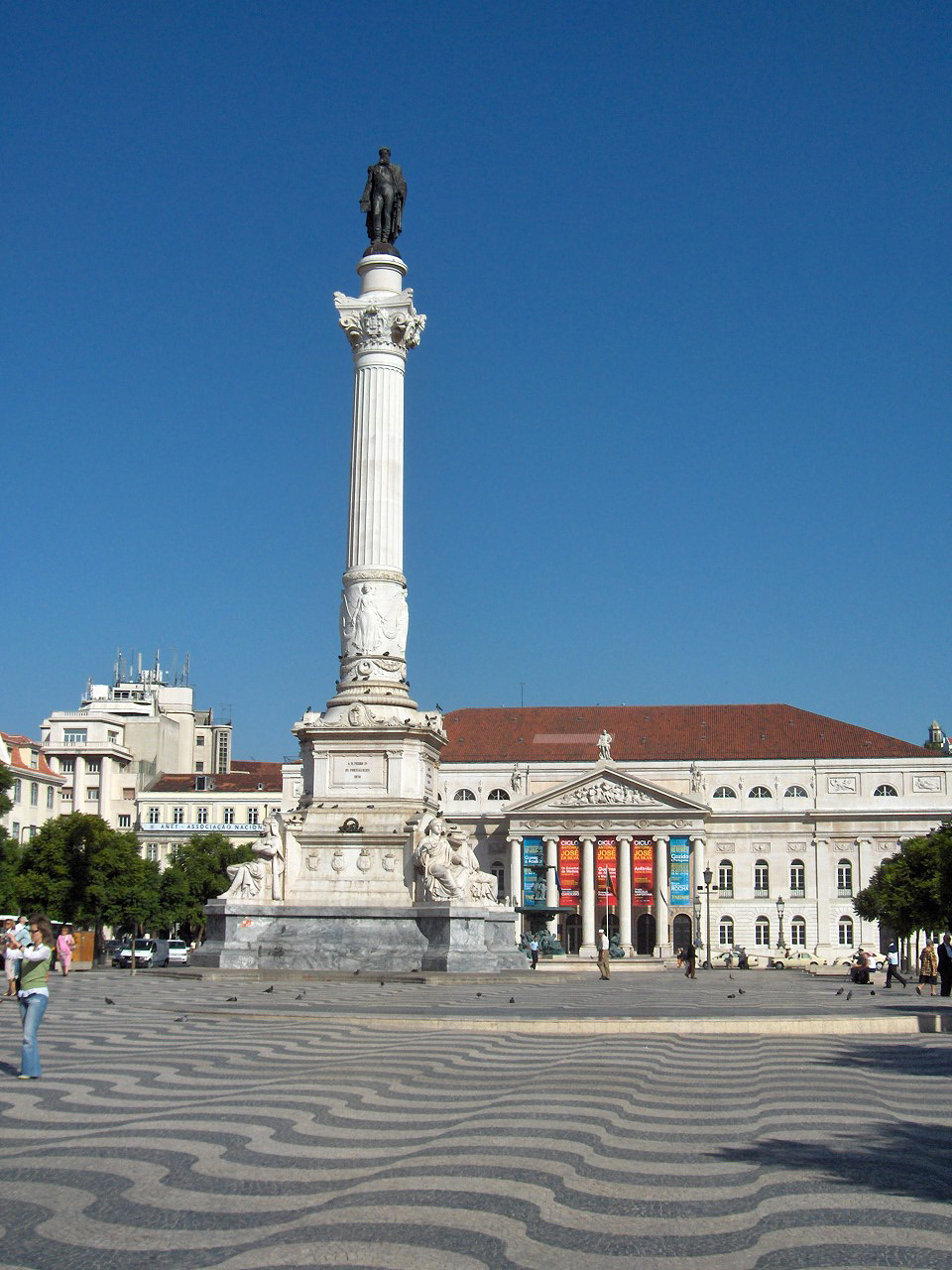
호시우 광장

호시우 광장(포르투갈어: Praça do Rossio)은 포르투갈 리스본의 광장이다. 페드루 4세 광장(포르투갈어: Praça de D. Pedro IV)이라는 이름으로도 잘 알려져 있으며, 간단히 호시우라고도 한다. 광장 중심에는 페드루 4세의 동상이 있다. 소개된 미디어로는 KBS 1TV의 《걸어서 세계속으로》가 대표적인 것으로 보인다.

## 같이 보기
- 에스타우스궁
- 코메르시우 광장
- 호시우역